# Ordem "Pelo Mérito à Pátria" (RDA)
A Ordem "Pelo Mérito à Pátria" (em alemão: Vaterländischer Verdienstorden) foi uma condecoração estatal da República Democrática Alemã (RDA), entregue na forma de uma ordem de mérito. Instituída em 21 de abril de 1954, era concedida a pessoas e instituições que, na visão da liderança da RDA, tivessem prestado serviços excepcionais em diversas áreas da vida social.

## Classificação de nível

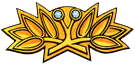
Distintivo Honorário da VVO em Ouro

A Ordem "Pelo Mérito à Pátria" (VVO) era concedida nos seguintes graus: Bronze, Prata, Ouro e Faixa de Honra em Ouro (para "méritos especiais"):
- Faixa de Honra da Ordem em Ouro
- Medalha da Ordem em Ouro
- Medalha da Ordem em Prata
- Medalha da Ordem em Bronze

## Requisitos do prêmio

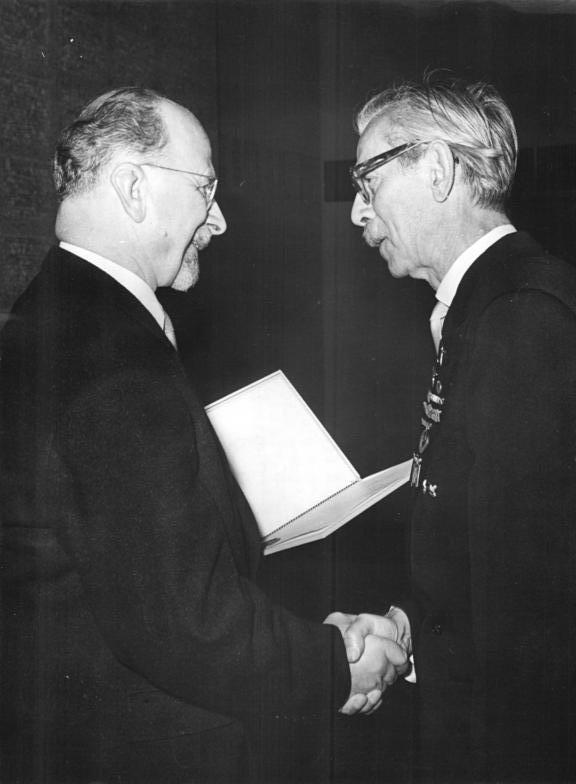
O presidente do Conselho de Estado, Walter Ulbricht (à esquerda), concede a Otto Nagel a Ordem "Pelo Mérito à Pátria" em Ouro em 1964

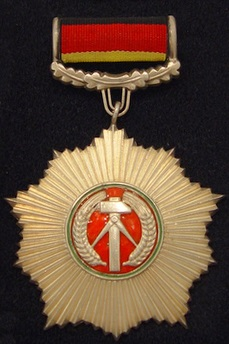
Ordem "Pelo Mérito à Pátria" em Ouro (variante de 1954)

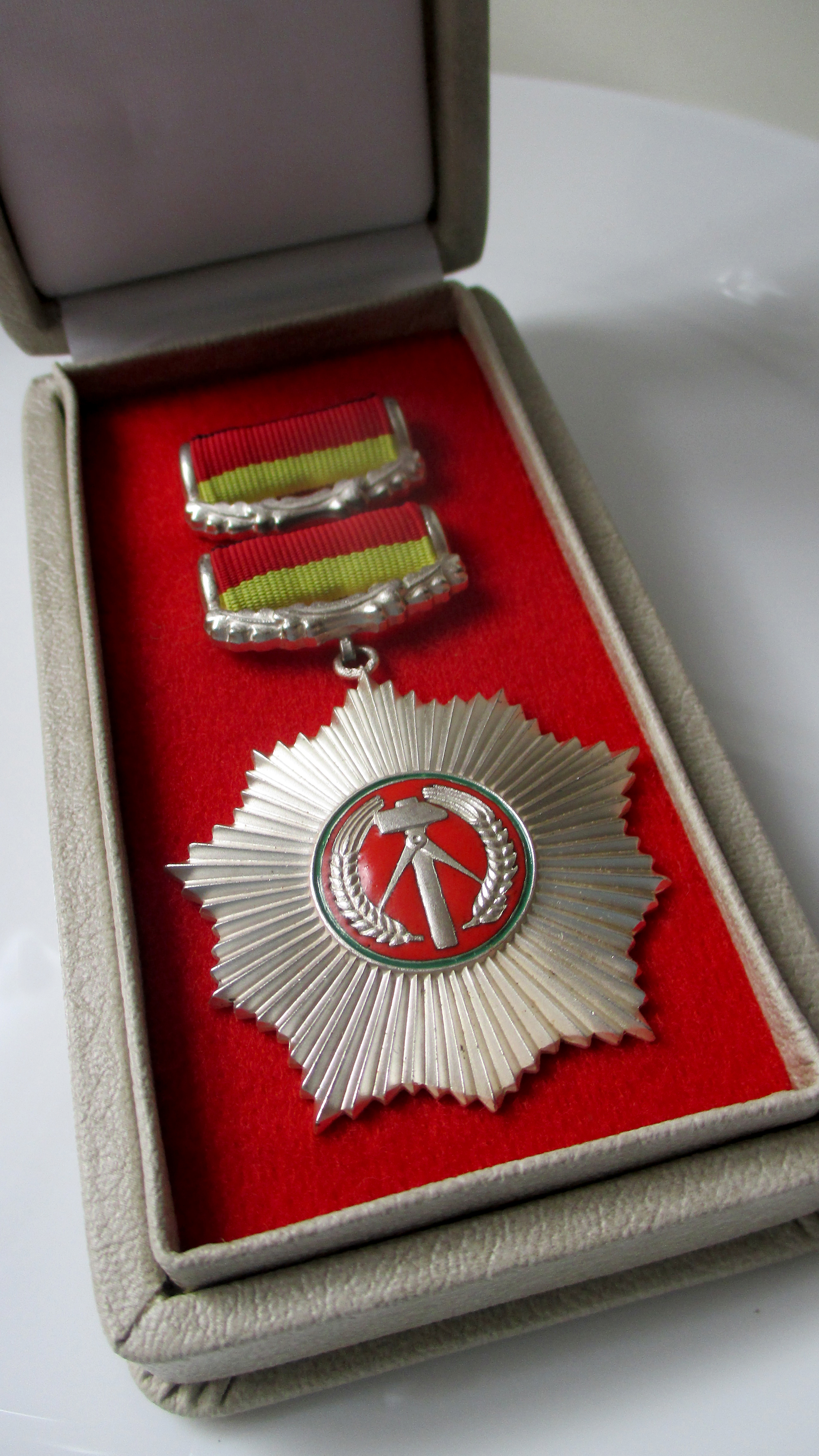
Ordem Patriótica do Mérito em Prata (variante de 1972)

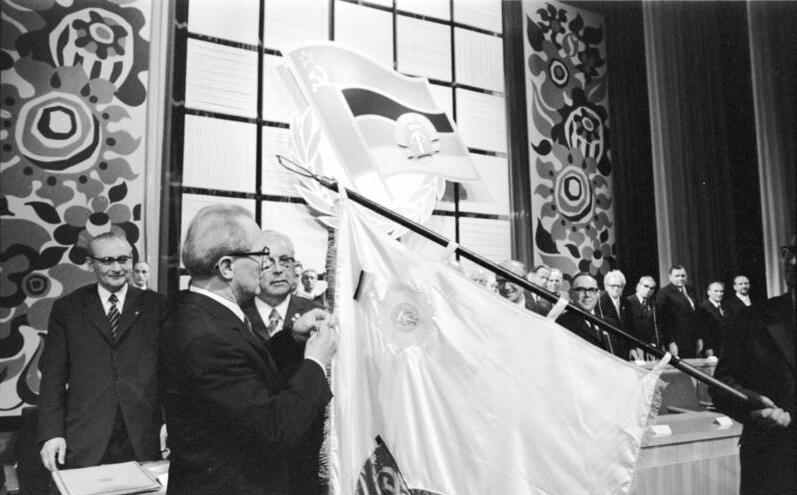
Ordem "Pelo Mérito à Pátria" em Ouro na bandeira da Sociedade para a Amizade Germano-Soviética, 1972

Na formulação oficial, por "méritos especiais":
- "na luta do movimento operário alemão e internacional, e na luta contra o fascismo",
- "na construção, consolidação, fortalecimento e defesa da República Democrática Alemã",
- "na luta pela preservação da paz e na ampliação da atuação internacional da República Democrática Alemã".[2]

## Aparência e estilo de uso
A Ordem "Pelo Mérito à Pátria" era, conforme o grau, um medalhão em forma de estrela radiante com cinco pontas agudas e cinco pontas arredondadas, feita em bronze, prata ou ouro. Seu diâmetro máximo era de 53 mm. Na face frontal havia um medalhão redondo com o brasão de armas da RDA. Nos graus Prata e Ouro, o medalhão era vermelho com borda verde.
A condecoração era usada presa a uma fita retangular (Ordensspange) ou, no caso da Faixa de Honra, em uma peça especial separada (Ehrenspange). A fita era decorada com faixas horizontais nas cores preto, vermelho e dourado, e, na parte inferior, havia um ramo de carvalho curvo em bronze, prata ou dourado, conforme o grau. A Faixa de Honra consistia em dois ramos de louro dourados cruzados, com duas pedras sintéticas lapidadas ao centro.
A ordem era usada no lado superior esquerdo do peito.

### Primeira forma (1954–1972):
Confeccionada em bronze, prata ou ouro, com marcações no verso indicando o teor metálico. A estrela era fixada à fita por uma ligação curva permanente. A fita tinha, no verso, um alfinete horizontal preso com parafusos. O medalhão central podia ter acabamento mais liso ou mais áspero.

### Segunda forma (1954–1972):
Visualmente idêntica à primeira, mas feita de metal comum com acabamento em bronze, prata ou ouro, conforme o grau.

### Terceira forma (1972–1984):
A estrela passou a ser presa à fita por um gancho removível. A fixação nas costas da fita continuava com alfinete horizontal e parafusos.

### Quarta forma (1984–1990):
Sem mudanças visuais em relação à terceira, mas o alfinete traseiro passou a ser preso com ganchos adicionais para maior segurança.

## Benefício em dinheiro

### Regulamento de 1954 a 1973
Até 31 de dezembro de 1973, os condecorados com a Ordem "Pelo Mérito à Pátria" recebiam um pagamento anual de honra, conforme o grau:
- Bronze: 250 marcos
- Prata: 500 marcos
- Ouro: 1.000 marcos
- Faixa de Honra: sem pagamento

### Regulamento de 1974 a 1987
A partir de 1º de janeiro de 1974, o valor passou a ser pago em parcela única na ocasião da entrega da ordem. Para indivíduos, os valores eram:
- Bronze: 2.500 marcos
- Prata: 5.000 marcos
- Ouro: 10.000 marcos
- Faixa de Honra: sem pagamento

Para coletivos (até 10 pessoas), os valores eram:
- Bronze: 500 marcos
- Prata: 1.000 marcos
- Ouro: 2.000 marcos

- Faixa de Honra: sem pagamento

### Regulamento de 1987 a 1990
A partir de 10 de setembro de 1987, os valores da premiação única passaram a ser:
- Bronze: 2.500 marcos
- Prata: 5.000 marcos
- Ouro: 10.000 marcos
- Faixa de Honra: 15.000 marcos

## Classificação de prêmios estatais da RDA (parcial)
O uso das condecorações era regulado por decreto publicado no Diário Oficial da RDA, seguindo uma ordem que refletia o valor de cada honraria. No lado superior esquerdo do peito, deviam ser usadas na seguinte sequência:
1. Medalha do título honorífico "Herói da RDA"
2. Ordem de Karl Marx
3. Medalha do título honorífico "Herói do Trabalho"
4. Estrela da Amizade entre os Povos
5. Ordem "Pelo Mérito à Pátria"
6. Ordem da Bandeira do Trabalho
7. Ordem de Scharnhorst
8. Ordem de Blücher
9. Ordem de Combate "Por Serviços ao Povo e à Pátria"